# Gallagher-Iba Arena
Die Gallagher-Iba Arena ist die Basketball- und Wrestlinghalle der Oklahoma State University (OSU) in Stillwater. Sie ist die älteste Basketballarena der Big 12 Conference und Austragungsort der Heimspiele der Oklahoma State Cowboys.

## Stadionbeschreibung und Lage

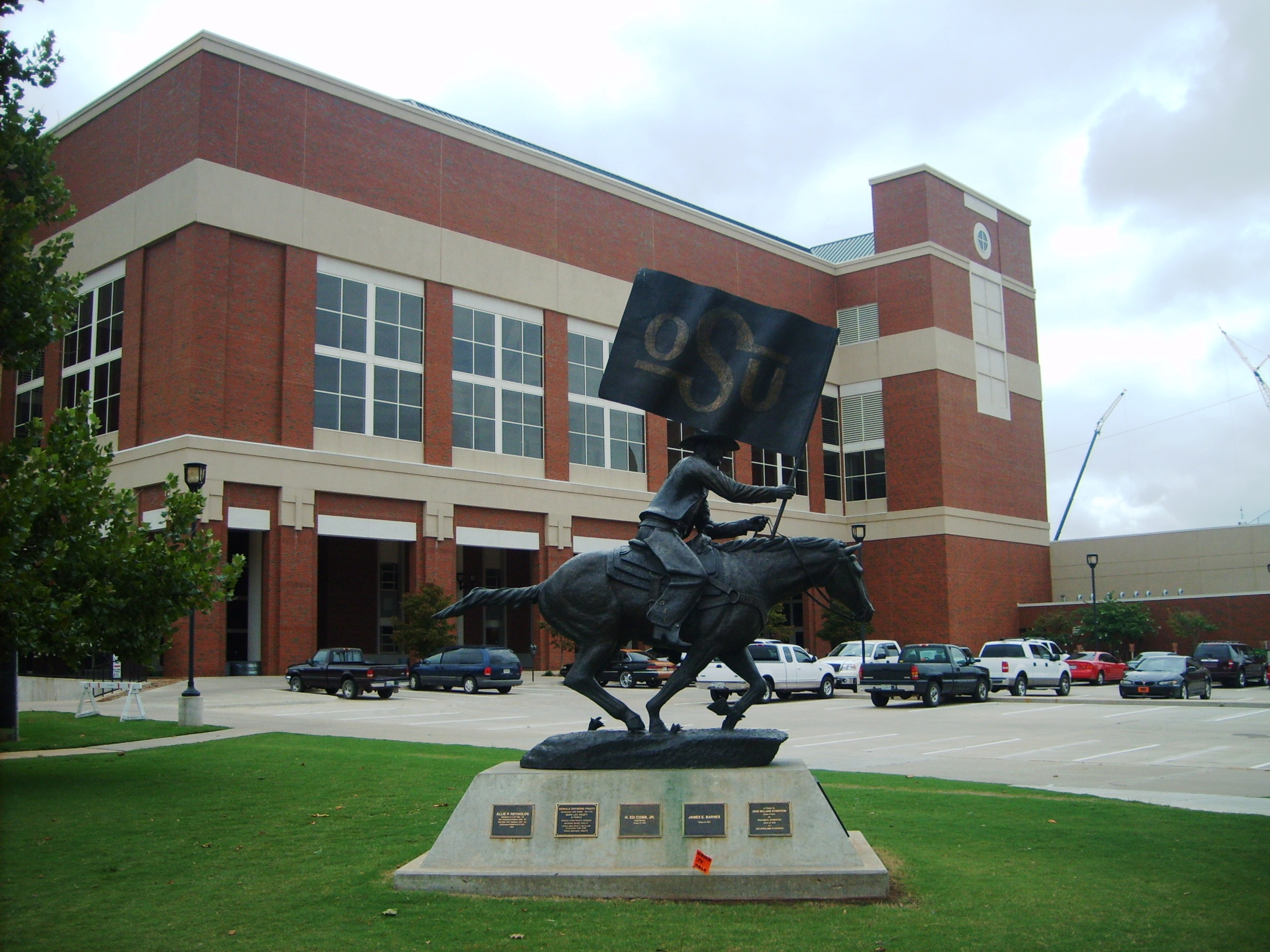
Das Maskottchen der Sportteams der Universität als Statur vor dem Eingang

Die Halle, die gemeinsam mit den anderen Sportanlagen der Universität im östlichen Bereich des Campus liegt, gehört zum – Ende 2000 eröffneten – Athletics Center der OSU. Das Gebäude knüpft direkt an das – 60.000 Zuschauer fassende – Boone Pickens Stadium an und ersetzt auf dessen östlicher Seite eine vierte Tribüne. Erreicht werden kann es über den Interstate 35 und den Oklahoma State Highway 51. Es liegt an der Kreuzung der Western Hall of Fame Avenue und der Knoblock Street.
Das Stadion hat momentan etwa 13.600 Zuschauerplätze, darunter Logen auf der Westtribüne. Die Kapazität für Spiele der Damenmannschaft und für Wrestlingkämpfe ist deutlich niedriger, da Teile der Zuschauertribünen nicht zur Verfügung gestellt werden.
Es gibt eine etwa acht mal zehn Meter große Videoleinwand, die 2013 installiert wurde. Der Hallenboden ist aus Hartholz-Parkett und wurde nach Eddie Sutton, einem langjährigen Basketballtrainer der Universität, benannt. Er wurde im Jahr 1938 verlegt und seitdem nicht ausgetauscht.

## Geschichte

### Das Stadion als Sportstätte

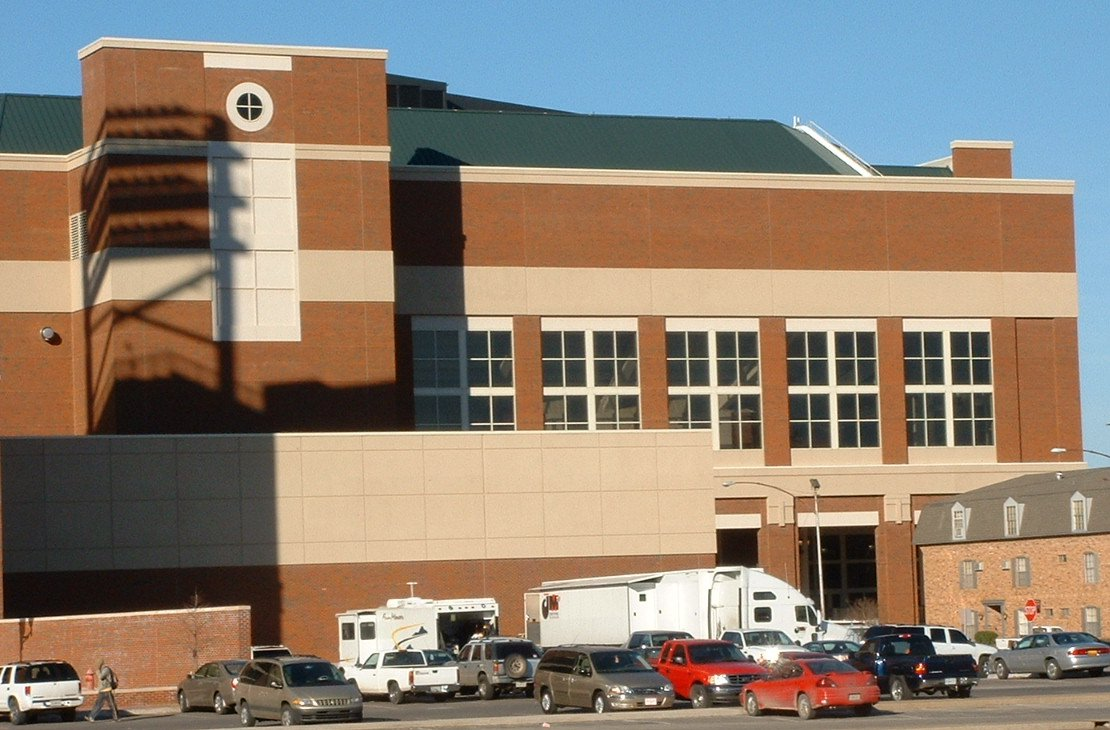
Die Südseite der Halle in der Außenansicht

Mit dem Bau der Halle, die zunächst 4-H Club and Student Activity Building genannt wurde, wurde im Februar 1938 begonnen. Der Name erklärte sich in der Finanzierung durch einen Fonds der Organisation 4H. Das Stadion sollte der Universität als Mehrzweckhalle dienen und etwa 8.000 Zuschauern Platz bieten.
Das Eröffnungsspiel fand am 9. Dezember 1938 gegen die University of Kansas statt. Im darauffolgenden Jahr fand die erste Wrestlingveranstaltung statt. Zu Ehren des Wrestlingtrainers Edward Gallagher wurde die Halle bereits zu Beginn des Jahres 1939 in Gallagher Hall umbenannt.
Im Jahr 1987 wurde das Stadion bei Kosten von 3,8 Millionen US-$ renoviert; die Kapazität wurde auf etwa 6.400 reduziert. Zudem wurde der Nachname des langjährigen Basketballtrainers Henry Iba in den Stadionnamen aufgenommen. Dieser lautet seitdem Gallagher-Iba Arena.
Im Jahr 2001 wurde die Kapazität der Halle durch Anhebung ihres Dachs mehr als verdoppelt, sodass mittlerweile bis zu 13.611 Zuschauer die Spiele verfolgen können. In den ersten Jahren wurden die Spiele noch gut besucht. Mittlerweile werden die 56 Millionen US-$ teuren Maßnahmen kritischer gesehen, da das Stadion meist nur noch zur Hälfte ausgelastet wird.

### Andere Veranstaltungen
Im März 2001 hielt Margaret Thatcher, die ehemalige Premierministerin des Vereinigten Königreichs, eine Rede im Stadion.